# 荷蘭皇家藝術與科學學院
荷兰皇家科学院（荷蘭語：Koninklijke Nederlandse Akademie van Wetenschappen），又称荷兰皇家艺术与科学学院、荷兰皇家文理学院，是荷兰的国家科学院，位于荷兰首都阿姆斯特丹，担负全国性的科学组织管理以及林林总总的研究单位之间的协调工作。除此之外，它每年还会颁发对社会做出重大贡献的奖章，包括对理论物理有贡献的洛仑兹奖章，对微生物有贡献的列文虎克奖章，行为和社会科学贡献的亨德里克·穆勒奖以及生物化学贡献的海尼根奖等。

## 机构设置
荷兰皇家艺术与科学学院由科学部和人文部组成，两部会员都是全国有杰出科学成就并活跃的科学家担任，由国王任命的终身荣誉身份。全院正式会员200人（人文社会科学部会员90名，科学部会员110人），年龄不超过65岁。人文科学部下设历史、语言文学、法律、哲学神学、社会科学五个学科分部。科学部下设八个学科分部。除此之外还设有荣誉会员（65岁以上）、国外会员（最多120名）、通讯会员（最多90名）和荣誉通讯会员（65岁以上）。总董事会，由院长、秘书长和两部会员组成，拥有决策权力。

## 历史溯源
荷兰皇家艺术与科学学院创建于1808年被法国占领的荷兰共和国时期，在时任荷兰国王路易·波拿巴（法国皇帝拿破仑一世的弟弟）的提议下亲手修建，命名为皇家科学、文学和美术学院。结束法占时期，改为荷兰皇家科学、文学和美术学院。1851年解体，后1938年重新建立并一直保持如今的名字。

## 下属机构
以下是各个研究所的具体名单：
- Centraalbureau voor Schimmelcultures
- Data Archiving and Networked Services
- Huygens Instituut
- Fryske Akademy
- Hubrecht-Instituut|Hubrecht Instituut
- Internationaal Instituut voor Sociale Geschiedenis（也即是国际社会史研究所）
- Interuniversitair Cardiologisch Instituut Nederland
- Nederlands Herseninstituut (Netherlands Institute for Neuroscience)
- Koninklijk Instituut voor Taal-, Land- en Volkenkunde
- Meertens Instituut
- Nederlands Instituut voor Ecologie
- Nederlands Instituut voor Oorlogsdocumentatie
- Nederlands Instituut voor Wetenschappelijke Informatiediensten
- Nederlands Interdisciplinair Demografisch Instituut
- Netherlands Institute for Advanced Study in the Humanities and Social Sciences
- Rathenau Instituut
- Roosevelt Study Center
- Virtual Knowledge Studio